# IC 1074
IC 1074 ist eine Spiralgalaxie vom Hubble-Typ Sbc im Sternbild Bärenhüter am Nordsternhimmel. Sie ist schätzungsweise 353 Millionen Lichtjahre von der Milchstraße entfernt.
Das Objekt wurde am 4. Juli 1888 von Lewis Swift entdeckt.